# John Bright
John Bright (Rochdale, Inglaterra, 16 de noviembre de 1811 - 27 de marzo de 1889), quakero, fue un político británico radical y liberal. 

## Biografía
Estuvo relacionado con Richard Cobden en la constitución de la Liga contra las leyes de cereales. 
Fue uno de los más grandes oradores de su generación, y un fuerte crítico de la política exterior británica. Formó parte de la Cámara de los Comunes desde 1843 hasta 1889.